# 牧場物語GB3 ボーイ・ミーツ・ガール
『牧場物語GB3 ボーイ・ミーツ・ガール』（ぼくじょうものがたり ジービー スリー ボーイ ミーツ ガール）は、2000年9月29日に日本のビクターインタラクティブソフトウエアから発売されたゲームボーイカラー用経営シミュレーションゲーム。北米では『Harvest Moon 3 GBC』という名称で発売された。
同社による『牧場物語シリーズ』のゲームボーイ用ソフト第3作目。シリーズでは異例の、前作『牧場物語GB2』（1999年）から直接的にストーリーが繋がっている続編。主人公の性別が選べ、その性別によって話の始まり方が違う。男の子の主人公は、前作の主人公と同一人物である。また、今回結婚できるのはパートナーのみとなっている。
開発はトーセが行い、前作に引き続き原案およびプロデュースは和田康宏、キャラクター・デザインは漫画家のまつやまいぐさが担当している。2014年には北米のみニンテンドー3DSのバーチャルコンソール対応ソフトとして配信された。

## ゲーム内容

### システム
ゲーム全体
一年は春夏秋冬の4つの月からなり、1つの月は30日。ゲーム開始は春の月1日目。出荷数・動物の数・有名度・パートナーからの信頼度を一定数満たしていると通常エンディングを迎え、3年目以降もプレイが可能になる。
有名度
朝市に出る、依頼窓口で依頼を受けそれを成功させる等すると上がる。
信頼度
パートナーに仕事を頼むと上がる。これが上がれば上がるほど頼んだ仕事を完璧にこなしてくれるようになる。また一定数を越えると仕事を頼む際、「おまかせ」が選べるようになる。
愛情度
パートナーにプレゼントをあげる、質問に相手が気に入る答えで答えると上がる。一定数溜まると告白イベントが発生。
好感度
島の住人にプレゼントをあげる、イベントに一緒に行ってあげることで上がる。一定数溜まるとイベントが起こったり、プレゼントをくれることがある。
道具
男の子も女の子も最初からカマ・クワ・オノ・ハンマー・ジョウロを所持している(男の子のみレベルアップする)。この他、ゲームを進めると釣り竿、スコップ、スノボーセット、スプリンクラー等が入手できる。
男の子のみのアイテム
ミラクルグローブ
女の子のみのアイテム
ブラシ（ウマ・ウシ）、乳しぼり器（ウシ）、シャンプー（ヒツジ）、バリカン（ヒツジ）
道具のレベルアップ
男の子のみ。道具の使用回数が127回を越える毎に1つレベルアップし、最高レベル3まで上昇する。レベルを上げると例えばクワであればレベル1では1マスしか耕せないが、レベル3になるとボタンを押し続け力を溜めることで一気に前方直線上の6マスを耕せるようになる。
リュックサック
最初の時点では道具は8個しか持てないが、1年目の誕生日にパートナーからリュックサックをプレゼントされると持てる道具は16個になる。
ふしぎな生物
泉の主を釣った後にもう一度泉に行くと落ちている「？？？のタマゴ」を孵すと生まれてくる。この生物を装備すると動物の言葉が分かるようになる。
回復
農作業や動物の世話をするごとに減る体力を回復するには朝・昼・夕に食べる食事の、家にある温泉、本土の食堂の食事、ベッドで寝る、力の木の実を食べるの5つがある。力の木の実は地面を一定数耕す、コロポックルから貰う、冬に草原で出来るスノボーで20回以上転倒する、マーメイから貰う、全種類の魚を集めコージーから貰うことで入手できる。また、入手すると家の前の花壇に花が咲く。
ペット
最初にイヌ（3種類）、ブタ、タカ、ネコ（3種類）から選べ、名前もつけられる。また、それぞれ役割を持っており、役割は以下の通り。
- イヌ…外に出せば夜に動物を放牧しても野犬に襲われない。3種類あるがどれを選んでも同じ。
- ブタ…能力はイヌと同じ。
- タカ…外に出していると珍しい花の種を拾ってくることがある。
- ネコ…能力はタカと同じだがネコを飼っている時のみ発生するイベントがある。3種類あるがどれを選んでも同じ。

家具
家の改装が出来ない代わりにテレビ、絨毯（大中小）、タンス、子供用ベッド（男の子のみ）を本土の道具屋で購入できる。タンスのみ、イベントを発生させないと売りに出されない。
本
本土の本屋で買える。両性別で使用できるものとパートナーに役に立つものとある。「本棚に入らない」と言われる本はパートナー用で、それを買うと作業の幅が増える（バターの加工が出来るようになる、畑をコの字に耕せるようになるなど）
朝市
土曜日AM6時から本土の港で開催されている。ここで品物が売れると有名度がアップする。人によって求めるものが違うので収穫物は種類が被らないように持って行くといい。
結婚
愛情度を上げると発生する告白イベントにおいて、相手の申し出に相手が気に入る答えを返すと結婚ができる。答えによっては失敗したり、結婚をせずそのままパートナーとして過ごすこともできる。男の子主人公の場合は結婚しても続行が可能で子供も生まれるが、女の子主人公の場合は申し出を受け入れるとそこでゲームが終了してしまう。

### 農作物
表記は「野菜/花」。本土の花屋で花瓶を買っておくと、花をパートナーにあげた時、机の上の花瓶に生けてくれる。作物は基本的に毎日水をあげなければいけないが雨の時は必要ない。また、スプリンクラーを買って設置すると9×9ブロックに自動で水を撒いてくれる。
非売品の花の種はペットのネコ・タカが拾ってくるのを待つか（種を拾ってきても表示は出ないので注意）、偶数年の夏の月に来る津波でいずれかひとつが手に入る。また、通信交換で作成できる。他にも入手できる裏技がある。
コムギ、コメは2年目から。春にスコップを使って浅瀬を作りそこに種を蒔くと秋にカマで収穫できる。また、作物としては唯一コムギはパンに、コメはモチに加工ができる。トマト・トウモロコシ・スイカは一度植えればその季節の間中は何度でも収穫できる。
春の月
カブ、ジャガイモ、アスパラガス、コムギ、コメ/ホシクズソウ、サクラモドキ（非売品）、ユキワリグサ（非売品）
夏の月
トマト、トウモロコシ、スイカ/ツキカゲソウ、リュウセイバナ（非売品）、スイセイソウ（非売品）
秋の月
ナス、ラッカセイ、サツマイモ/マンゲツソウ（非売品）、ハルマチグサ（非売品）

### 動物
飼える動物はウシ、ウマ、ヒツジ、ニワトリの4種類。牧草地のブロック数、サイロにあるカイバの数でその時飼える数が制限される。女の子で始めた時のみ、ウォールと言う名前のウシ（メス）が１頭いる。
ウシ
価格はオス・メスともに5000G。必要ブロック数・カイバ数は1頭あたり50以上。メスからは毎日1回ミルクが収穫出来、愛情度によってサイズがS・M・Lと変わる。世話とミルクを取ることが出来るのは女の子のみ。ミルクはバターとチーズに加工出来る。また、品評会にも登録出来る（愛情度が高いほど有名度があがる）。模様と色は全部で4種類あるが差はない。オスとメスを種付け場に入れると妊娠し、仔は30日経過すると生まれてくる。
ウマ
価格はオスメスともに4000G。必要ブロック数・カイバ数は1頭あたり50以上。収穫物はないがレースに参加させることができる。ただし、レースに参加させたウマは帰ってこない。レース結果は本土の本屋で買える本に載っている。愛情度が高いほど上位を狙える。本土でクラを買っておけばウマに乗り、自由に牧場内を走れる。体の色は3種類あり、白馬が一番出る確率が低いがウシ同様、差はない。オスとメスを種付け場に入れると仔が出来、仔は30日経過すると生まれてくる。
ヒツジ
価格はオスメスともに3000G。必要ブロック数・カイバ数は1頭あたり50以上。オスメス問わずウールを刈り取れる。刈り取った後は7日間経つと元に戻り、また刈り取れるようになる。愛情度によってサイズがS・M・Lと変わる。ウールは毛糸とニットに加工できる。オスとメスを種付け場に入れると妊娠し、仔は30日経過すると生まれてくる。
ニワトリ
価格はオスメスともに1000G。必要ブロック数・カイバ数は1羽あたり25以上。メスからはタマゴが取れる。男の子の時は1日1個、女の子の時は1日2個取れる。愛情度がMAXになると金のニワトリになり、産むタマゴも金のタマゴになる。価格ももちろん普通のタマゴより高い。タマゴはマヨネーズにも加工できる。タマゴを孵化台に置くとヒヨコが生まれるがオスがいない場合、タマゴは孵化台に置けずに割れる。

## 設定

### ストーリー
男の子を選んだ場合
花の芽村の荒れ果てた牧場を見事立て直した主人公はどこか満たされない日々を送っていた。ある日、そんな主人公の下にハインツが「とある島にある村で知り合いが牧場をやっていたが病気で倒れ、その牧場を知り合いの娘が継ぐと言っているが仕事について何も知らないので、牧場の仕事をマスターした君が彼女を手伝ってくれないか」と頼みに来る。その頼みを受けた主人公は早速島へ行き、パートナーの牧場主の娘と出会う所から話は始まる。
なお、依頼を受けるか決める際に「いいえ」を選び続けるとハインツは去ってしまい、「その後牧場は寂れて閉鎖した」と続きゲームはそこで終わってしまう。
女の子を選んだ場合
父親・ハリーとの思い出が詰まった牧場が売りに出されると知り、ハンスの下を訪れた主人公は「牧場を継ぐ」と申し出る。その申し出に悩んだ末にハンスは条件として、ハインツから紹介された「花の芽村で牧場を営んでいる男の子と一緒にやるならば牧場を任せる」と言い、主人公はそれを受け入れ、パートナーになる男の子と出会う所から話は始まる。

### 舞台

#### 牧場外の地域
村
島の住人が住んでいる村。
休火山・鍾乳洞
1年目では特に意味のない場所だが、2年目春の月9日目に起こる噴火の後、奥まで入れるようになる。奥には鍾乳洞があり、万年氷を入手出来る。そこから更に奥に入るとコロポックルがおり、口止めに力の木の実をくれる。
草原
春にはキイチゴ、夏にはサクランボ、秋にはキノコが入手出来る他、資材もここで集めることが出来る。一度出ると復活するのでかなり役に立つ場所。スノボーセットを持っていれば冬にここで遊ぶことも出来る。
ガケ
夏には花火が、冬には流星群が見られるイベントが起こる場所。告白イベントもここで行われる。
樹海
一度でも進んで来た道を戻ってしまうといつの間にか入り口に戻っている不思議な場所。奥には泉がある。
樹海の奥の泉
幻の魚・イズミノヌシが釣れる場所。秋に行くと泉の水が真っ赤に染まるイベントが起こる。また、イズミノヌシを釣った後もう一度来ると「？？？のタマゴ」が落ちていて、それを拾い孵すと「ふしぎな生物」が生まれる。

### 本土
連絡線の船長であるカークがいる時のみ行けるが、島の住人であるビリーとエルザの友好度がアップすれば2人から自家用船をプレゼントされ、それ以降は自由に行けるようになる。至る所で前作の『GB2』に登場したキャラクターを見かける。
牧場組合
穀物課、動物課、依頼窓口、預金課がある。
- 穀物課
牧草の種、コムギの種、コメの種、カカシ、スプリンクラーを売っている。スプリンクラーは年中売っているが、種とカカシは春の月から秋の月の間しか売っていない。
- 動物課
動物の売買やクスリ、エサセットを売っている。動物を買う際の必要ブロック数とカイバ数は動物の説明を参照。
- 依頼窓口
依頼を受けたり、ウシを品評会に出す・ウマをレースに出す際に使う所。有名度をアップさせる時に使用する。
- 預金課
1万G単位でお金を貯金したり払い戻しが出来る所。

水族館
コージーが管理しているが魚は殆どいない。釣った魚を渡すと水槽に入れてくれ、全種類揃えると力の木の実が貰える。営業時間はAM10時～PM6時。
シアター
コントや映画が見られる娯楽施設。営業時間はAM11時～PM9時。季節によって上映されるプログラムが違う。プログラムは以下の通り。また、3年目以降にシアターの入り口に話しかけるとBGMとSEを聴ける。
- いつかきっと…
- 仲良しマオマオ
- 村一番の怠け者
- 漫才
- 山奥の停留所

港
土曜の朝に朝市が開かれる場所。ジョーが居る。朝市にはたくさんの人が訪れ、その中には『GB2』のキャラクターたちも居る。
ショッピングセンター
冬の月20日～30日にはバーゲンが開かれ、全ての品物が50%オフになる。営業時間はAM9時～PM6時。
花屋
ルキアが営業している。品揃えは以下の通りで売っているのは全て種。表記は「春の月/夏の月/秋の月」。
- 作物…カブ、ジャガイモ、アスパラガス/トマト、トウモロコシ、スイカ/ナス、ラッカセイ、サツマイモ
- 植物…ホシクズソウ/ツキカゲソウ
- 花瓶

食堂
クロエが営業している。食事をとると体力を回復出来る。品揃えは以下の通り。
- コーヒー
- 紅茶
- 定食
- デザート

道具屋
ルーカスがやっている。メイカーシリーズは女の子主人公で対応収穫物が100個になると、タンスはイベント後に店頭に並ぶ。買った商品は自動的に家に送られる。品揃えは以下の通り。
- テレビ
- 子供用ベッド（男の子のみ）
- カーペット大、中、小
- タンス（イベント後）
- バターメイカー
- チーズメイカー
- 毛糸メイカー
- ニットメイカー
- マヨネーズメイカー
- ウマのクラ
- スノーボード（冬のみ）

本屋
レイラが営業している。「本棚に入らない」と言われた本はパートナー用。買うとパートナーの出来る仕事が増える。品揃えは以下の通り。モチのつきかた、パンの焼きかた、島の謎は2年目以降。
- 農場物語
- 農場物語2
- バターの本
- チーズの本
- マヨネーズの本
- はじめての毛糸
- やさしいニット
- ヌシを釣れ！
- サクラカップ速報（春の月15日～30日）
- キクステークス速報（秋の月15日～30日）
- モチのつきかた
- パンの焼きかた
- 島の謎

## 登場キャラクター

### 牧場
主人公（男の子）
花の芽村出身で、手伝いに呼ばれた有能な牧場主。畑仕事が得意。初期の名前は「ピート」。
主人公（女の子）
今回の牧場の前の主、ハリーの娘。動物の世話が得意。初期の名前は「サラ」。
なお、彼らの名前を男なら「うめきち」、女なら「クレア」、血液型を男ならB型、女ならAB型にすると所持金MAX・種全種99個所持の状態から始められる。この裏技は公式の攻略本にも載せられている。

### 村の住人
エルダー
毎日出現（悪天候の日は除く）。村一番の長老で島一番の物知りでもある。ひなたぼっこをするのが大好き。雨の日は膝が痛くなるので嫌い。
ビリー
水、金、日曜日に出現。エルダーの孫でエリーの弟。母親は本土で食堂を営んでいるクロエで父親は港に居るジョー。エルザとは幼馴染。職業は漁師。友好度を上げると釣り竿をプレゼントしてくれる。
エルザ
火、木、土、日曜日に出現。女漁師でビリーとは幼馴染。彼女とビリーの友好度を上げると船をプレゼントしてくれる。偶数年の冬には一緒に流星群を見られる。
カーク
月、水、木曜日に出現。連絡船の船長。カリンの父親。海の伝説について詳しく、ロキとマーメイについて教えてくれる。
カリン
月、火、水、木曜日に出現。カークの娘。いつも元気いっぱいな少女。夏には一緒に花火を見られる。男主人公のみ、彼女とエルザの友好度を上げるとデートが出来る（エルザかカリンの二択）が、未婚時にするとパートナーの好感度が下がってしまう。
ベグビー
月、金、日曜日に出現。温泉旅館を経営している。のんきでマイペースな性格。

### 本土の住人
コージー
水族館の館長。
ジョー
ビリーの父親でこちらも漁師。
ルキア
花屋の店員。植物学者のタマゴで病気がちの母親のことを心配し、クスリの材料となるマンゲツソウを探している。
クロエ
食堂の料理を作っている。ビリーの母親でジョーの奥さん。いつも白いネコを抱いている。
ルーカス
手先が器用な天才発明家。彼に資材を渡すとタンスを作ってくれる。
レイラ
本屋のアルバイト店員。ビリーに恋心を抱いている。

### その他住人
ハインツ
男主人公が島に来るきっかけとなった人物。ハンスとは知り合い。
ハンス
女主人公と男主人公が出会うきっかけとなった人物。
ハリー
女主人公の優しい父親。病気で亡くなった。
男主人公にそっくりである。
マーメイ
自家用船を手に入れた後会える人魚。樹海の奥の泉の伝説にも深く係っている。
コロポックル
鍾乳洞の更に奥で会える妖精。
前作のキャラクター
本土に行くと水族館にはショコラとシェット、花屋にはデイジー、道具屋にはゲン、本屋にはマリーがおり、朝市には彼らの他にロゼ、カイン、ビル、イーシャ、ナンシーが登場する（ウィルは登場しない）。ナンシーは男主人公での出産イベントにも登場。

## 移植版
| No. | タイトル           | 発売日         | 対応機種        | 開発元 | 発売元 | メディア                              | 型式 | 備考 |
| --- | ------------------ | -------------- | --------------- | ------ | ------ | ------------------------------------- | ---- | ---- |
| 1   | Harvest Moon 3 GBC | 2014年12月11日 | ニンテンドー3DS | トーセ | ナツメ | ダウンロード （バーチャルコンソール） | -    |      |

## スタッフ
- オリジナル・キャラクター：まつやまいぐさ
- オリジナル・ゲームデザイン：宮越節子、山楯知巳
- マーケティング・ディレクター：ごとうたくひろ
- パブリシティ：まささいとう
- デザイン、進行：宮城美紀
- 営業：南幸樹、しんかわまさひろ、安藤剛
- スペシャル・サンクス：大野泰生、水谷英之、小林秀一、うちだやえ
- プロモーション協力：株式会社インタービジョン、小学館、宇佐美亮
- 業務協力：石川真理子、深沢知恵子、さかいあゆみ、木村智治、ひろせちよ、おおえじゅん、泉田正雄
- 原案、プロデュース：和田康宏
- エグゼクティブ・プロデューサー：木津精一、大木正明

## 評価
ゲーム誌『ファミ通』の「クロスレビュー」では合計29点（満40点）となっている。